# Ricardo Ortiz Gutiérrez
José Ricardo Ortiz Gutiérrez (Irapuato, Guanajuato; 7 de febrero de 1956) es un político y arquitecto mexicano. Anteriormente ha desempeñado el cargo de Diputado Federal por el Distrito IX de la LVII Legislatura (1997-2000) y ha sido Secretario de Obra Pública del Estado de Guanajuato (2003-2006) en la segunda mitad del gobierno de Juan Carlos Romero Hicks.

## Trayectoria Política
Inicia su carrera política al afiliarse en 1992 al Partido Acción Nacional. En 1997 es electo diputado federal por el IX Distrito para la LVII Legislatura. Desde el Congreso de la Unión, realiza las gestiones para impulsar el proyecto de construcción de la Presa de Ortega, obra que permitió terminar con las inundaciones que año con año afectaban toda la zona sur de la ciudad.
En la elección del año 2000, fue postulado para presidente municipal de Irapuato por primera vez resultando electo el 2 de julio de 2000. Durante su administración, se efectuaron acciones como el rescate del Centro Histórico de Irapuato al reubicar el ambulantaje y construye la Plaza del Comercio Popular para brindarles un espacio digno a dichos comerciantes. En este periodo, Irapuato logra ser una de las ciudades más seguras y con mayor desarrollo en su infraestructura, lo que se ve reflejado en la llegada de inversiones y oportunidades de trabajo.
Al término de su gestión como alcalde en 2003, es invitado por el entonces Gobernador del Estado de Guanajuato, Juan Carlos Romero Hicks, a ser el titular de la Secretaría de Obra Pública del Estado de Guanajuato. A su cargo, la Secretaría lleva a cabo obras de gran impacto para los guanajuatenses como la modernización de la red carretera estatal, incluyendo la carretera federal 45 en su tramo Irapuato-Silao y la autopista Salamana-Cuitzeo. Además, se crearon nuevas vías como la que une a Silao con San Felipe y se construyeron hospitales en municipios que por años habían sufrido la falta de los mismos. En este periodo se entregó la obra del Puerto Interior Guanajuato. 
Tras años de ausencia, regresa a la escena política en 2015 para ser candidato del Partido Acción Nacional nuevamente para el puesto de Presidente Municipal de Irapuato. Es electo por segunda ocasión el 7 de junio de 2015, venciendo al candidato del Partido Revolucionario Institucional, Gerardo Zavala Procell.
Para el año 2018 y con la posibilidad de reelegirse, solicita licencia al Ayuntamiento para contender por tercera vez por el cargo de Presidente Municipal. En la elección celebrada el 1 de julio de 2018 supera en la votación a las candidatas Irma Leticia González Sánchez de Morena y Yulma Rocha Aguilar del PRI, tomando protesta por tercera ocasión el 10 de octubre.

## Cargos públicos
- Diputado federal por el Distrito IX de la LVII Legislatura (1997-2000)
- Presidente municipal de Irapuato (2000-2003)
- Secretario de Obra Pública del Estado de Guanajuato (2003-2006)
- Presidente municipal de Irapuato (2015-2018)
- Presidente Municipal de Irapuato (2018-2021)

- Datos: Q52768222